# Arans
Arans è un villaggio di Andorra, nella parrocchia di Ordino con 214 abitanti (dato 2010) .